# National Hockey League 1997/1998
National Hockey League 1997/1998 var den 81:a säsongen av NHL, samtliga 26 lag spelar 82 grundspelsmatcher innan det avgjorts vilka som går vidare till slutspel. Detroit Red Wings vann Stanley Cup för nionde gången efter seger i finalserien mot Washington Capitals.
Vancouver Canucks och Mighty Ducks of Anaheim inledde säsongen med två i Tokyo, Japan och därmed spelades tävlingsmatcher i National Hockey League för första gången utanför Nordamerika.
Carolina Hurricanes från Raleigh, North Carolina spelade sin första säsong i ligan efter flytten från Hartford Whalers i Hartford, Connecticut.
Jaromír Jágr, Pittsburgh Penguins vann poängligan på 102 poäng (35 mål + 67 assist).
Tampa Bay Lightning:s 151 mål framåt är det minsta antalet gjorda mål sedan Oakland Seals gjorde 153 mål säsongen 1967/1968. Inte sedan säsongen 1955/1956 har ett lag gjort mindre än 150 mål på en säsong, då Boston Bruins bara mäktade med 147 stycken.
Målsnittet hamnade denna säsong på 5,27 mål/match, vilket är det lägsta sedan säsongen 1954/1955 då snittet blev 5,04 mål/match.

## Grundserien

### Eastern Conference
Not: SM = Spelade matcher, V = Vunna, O = Oavgjorda, F = Förlorade, GM = Gjorda mål, IM = Insläppta mål, Pts = Poäng, MSK = Målskillnad
- Lag i GRÖN färg till slutspel.
- Lag i RÖD färg har spelat klart för säsongen.

Lagen som kvalificerade sig för slutspel förutom de fyra divisionsvinnarna var de tolv lag (sex i varje konferens) som hade mest poäng i grundserien.
| Northeast Division  | SM | V  | O  | F  | GM  | IM  | Pts | MSK |
| ------------------- | -- | -- | -- | -- | --- | --- | --- | --- |
| Pittsburgh Penguins | 82 | 40 | 18 | 24 | 228 | 188 | 98  | +40 |
| Boston Bruins       | 82 | 39 | 13 | 30 | 221 | 194 | 91  | +27 |
| Buffalo Sabres      | 82 | 36 | 17 | 29 | 211 | 187 | 89  | +24 |
| Montreal Canadiens  | 82 | 37 | 13 | 32 | 235 | 208 | 87  | +27 |
| Ottawa Senators     | 82 | 34 | 15 | 33 | 193 | 200 | 83  | -7  |
| Carolina Hurricanes | 82 | 33 | 8  | 41 | 200 | 219 | 74  | -19 |

| Atlantic Division   | SM | V  | O  | F  | GM  | IM  | Pts | MSK  |
| ------------------- | -- | -- | -- | -- | --- | --- | --- | ---- |
| New Jersey Devils   | 82 | 48 | 11 | 23 | 225 | 166 | 107 | +59  |
| Philadelphia Flyers | 82 | 42 | 11 | 29 | 242 | 193 | 95  | +49  |
| Washington Capitals | 82 | 40 | 12 | 30 | 219 | 202 | 92  | +17  |
| New York Islanders  | 82 | 30 | 11 | 41 | 212 | 225 | 71  | -13  |
| New York Rangers    | 82 | 25 | 18 | 39 | 197 | 231 | 68  | -34  |
| Florida Panthers    | 82 | 24 | 15 | 43 | 203 | 256 | 63  | -53  |
| Tampa Bay Lightning | 82 | 17 | 10 | 55 | 151 | 269 | 44  | -118 |

### Western Conference
| Central Division    | SM | V  | O  | F  | GM  | IM  | Pts | MSK |
| ------------------- | -- | -- | -- | -- | --- | --- | --- | --- |
| Dallas Stars        | 82 | 49 | 11 | 22 | 242 | 167 | 109 | +75 |
| Detroit Red Wings   | 82 | 44 | 15 | 23 | 250 | 196 | 103 | +54 |
| St. Louis Blues     | 82 | 45 | 8  | 29 | 256 | 204 | 98  | +52 |
| Phoenix Coyotes     | 82 | 35 | 12 | 35 | 224 | 227 | 82  | -3  |
| Chicago Blackhawks  | 82 | 30 | 13 | 39 | 192 | 199 | 73  | -7  |
| Toronto Maple Leafs | 82 | 30 | 9  | 43 | 194 | 237 | 69  | -43 |

| Pacific Division        | SM | V  | O  | F  | GM  | IM  | Pts | MSK |
| ----------------------- | -- | -- | -- | -- | --- | --- | --- | --- |
| Colorado Avalanche      | 82 | 39 | 17 | 26 | 231 | 205 | 95  | +26 |
| Los Angeles Kings       | 82 | 38 | 11 | 33 | 227 | 225 | 87  | +2  |
| Edmonton Oilers         | 82 | 35 | 10 | 37 | 215 | 224 | 80  | -9  |
| San Jose Sharks         | 82 | 34 | 10 | 38 | 210 | 216 | 78  | -6  |
| Calgary Flames          | 82 | 26 | 15 | 41 | 217 | 252 | 67  | -35 |
| Mighty Ducks of Anaheim | 82 | 26 | 13 | 43 | 205 | 261 | 65  | -56 |
| Vancouver Canucks       | 82 | 25 | 14 | 43 | 224 | 273 | 64  | -49 |

## Poängligan
Not: SM = Spelade matcher, M = Mål, A = Assists, Pts = Poäng
| Spelare        | Lag          | SM | M  | A  | Pts |
| -------------- | ------------ | -- | -- | -- | --- |
| Jaromír Jágr   | Pittsburgh   | 77 | 35 | 67 | 102 |
| Peter Forsberg | Colorado     | 72 | 25 | 66 | 91  |
| Pavel Bure     | Vancouver    | 82 | 51 | 39 | 90  |
| Wayne Gretzky  | NY Rangers   | 82 | 23 | 67 | 90  |
| John LeClair   | Philadelphia | 82 | 51 | 36 | 87  |
| Zigmund Palffy | NY Islanders | 82 | 45 | 42 | 87  |
| Ron Francis    | Pittsburgh   | 81 | 25 | 62 | 87  |
| Teemu Selänne  | Anaheim      | 73 | 52 | 34 | 86  |
| Jason Allison  | Boston       | 81 | 33 | 50 | 83  |
| Jozef Stümpel  | Los Angeles  | 77 | 21 | 58 | 79  |

## Slutspelet
16 lag gör upp om Stanley Cup. Samtliga matchserier avgörs i bäst av sju matcher..
|  | Kvartsfinaler inom konferensen | Kvartsfinaler inom konferensen        | Kvartsfinaler inom konferensen |   |                     | Semifinaler inom konferensen | Semifinaler inom konferensen | Semifinaler inom konferensen |                   |                   | Finaler inom konferensen | Finaler inom konferensen | Finaler inom konferensen |  |  | Stanley Cup-finalen | Stanley Cup-finalen | Stanley Cup-finalen |
|  |                                |                                       |                                |   |                     |                              |                              |                              |                   |                   |                          |                          |                          |  |  |                     |                     |                     |
|  | 1                              | New Jersey Devils                     | 2                              |   |                     | 4                            | Washington Capitals          | 4                            |                   |                   |                          |                          |                          |  |  |                     |                     |                     |
|  | 8                              | Ottawa Senators                       | 4                              |   |                     | 8                            | Ottawa Senators              | 1                            |                   |                   |                          |                          |                          |  |  |                     |                     |                     |
|  |                                |                                       |                                |   |                     |                              |                              |                              |                   |                   |                          |                          |                          |  |  |                     |                     |                     |
|  | 2                              | Pittsburgh Penguins                   | 2                              |   |                     |                              |                              |                              | Östra konferensen | Östra konferensen | Östra konferensen        | Östra konferensen        | Östra konferensen        |  |  |                     |                     |                     |
|  | 2                              | Pittsburgh Penguins                   | 2                              |   |                     |                              |                              |                              | Östra konferensen | Östra konferensen | Östra konferensen        | Östra konferensen        | Östra konferensen        |  |  |                     |                     |                     |
|  | 7                              | Montreal Canadiens                    | 4                              |   |                     |                              |                              |                              |                   |                   |                          |                          |                          |  |  |                     |                     |                     |
|  | 7                              | Montreal Canadiens                    | 4                              |   |                     |                              |                              |                              |                   | 4                 | Washington Capitals      | 4                        |                          |  |  |                     |                     |                     |
|  |                                |                                       |                                |   |                     |                              |                              |                              |                   | 4                 | Washington Capitals      | 4                        |                          |  |  |                     |                     |                     |
|  |                                | 6                                     | Buffalo Sabres                 | 2 |                     |                              |                              |                              |                   |                   |                          |                          |                          |  |  |                     |                     |                     |
|  | 3                              | 6                                     | Buffalo Sabres                 | 2 | Philadelphia Flyers | 1                            |                              |                              |                   |                   |                          |                          |                          |  |  |                     |                     |                     |
|  | 3                              |                                       |                                |   | Philadelphia Flyers | 1                            |                              |                              |                   |                   |                          |                          |                          |  |  |                     |                     |                     |
|  | 6                              | Buffalo Sabres                        | 4                              |   |                     |                              |                              |                              |                   |                   |                          |                          |                          |  |  |                     |                     |                     |
|  | 6                              | Buffalo Sabres                        | 4                              |   |                     |                              |                              |                              |                   |                   |                          |                          |                          |  |  |                     |                     |                     |
|  |                                |                                       |                                |   |                     |                              |                              |                              |                   |                   |                          |                          |                          |  |  |                     |                     |                     |
|  |                                |                                       |                                |   |                     |                              |                              |                              |                   |                   |                          |                          |                          |  |  |                     |                     |                     |
|  | 4                              | Washington Capitals                   | 4                              |   | 6                   | Buffalo Sabres               | 4                            |                              |                   |                   |                          |                          |                          |  |  |                     |                     |                     |
|  | 4                              | Washington Capitals                   | 4                              |   | 6                   | Buffalo Sabres               | 4                            |                              |                   |                   |                          |                          |                          |  |  |                     |                     |                     |
|  | 5                              | Boston Bruins                         | 2                              |   |                     | 7                            | Montreal Canadiens           | 0                            |                   |                   |                          |                          |                          |  |  |                     |                     |                     |
|  | 5                              | Boston Bruins                         | 2                              |   |                     |                              |                              |                              |                   | E4                | Washington Capitals      | 0                        |                          |  |  |                     |                     |                     |
|  |                                | (Lagen omseedas efter kvartfinalerna) |                                |   |                     |                              |                              |                              |                   | E4                | Washington Capitals      | 0                        |                          |  |  |                     |                     |                     |
|  |                                | W3                                    | Detroit Red Wings              | 4 |                     |                              |                              |                              |                   |                   |                          |                          |                          |  |  |                     |                     |                     |
|  | 1                              | W3                                    | Detroit Red Wings              | 4 | Dallas Stars        | 4                            |                              |                              | 1                 | Dallas Stars      | 4                        |                          |                          |  |  |                     |                     |                     |
|  | 1                              |                                       |                                |   | Dallas Stars        | 4                            |                              |                              | 1                 | Dallas Stars      | 4                        |                          |                          |  |  |                     |                     |                     |
|  | 8                              | San Jose Sharks                       | 2                              |   |                     | 7                            | Edmonton Oilers              | 1                            |                   |                   |                          |                          |                          |  |  |                     |                     |                     |
|  | 8                              | San Jose Sharks                       | 2                              |   |                     | 7                            | Edmonton Oilers              | 1                            |                   |                   |                          |                          |                          |  |  |                     |                     |                     |
|  |                                |                                       |                                |   |                     |                              |                              |                              |                   |                   |                          |                          |                          |  |  |                     |                     |                     |
|  | 2                              | Colorado Avalanche                    | 3                              |   |                     |                              |                              |                              |                   |                   |                          |                          |                          |  |  |                     |                     |                     |
|  | 2                              | Colorado Avalanche                    | 3                              |   |                     |                              |                              |                              |                   |                   |                          |                          |                          |  |  |                     |                     |                     |
|  | 7                              | Edmonton Oilers                       | 4                              |   |                     |                              |                              |                              |                   |                   |                          |                          |                          |  |  |                     |                     |                     |
|  | 7                              | Edmonton Oilers                       | 4                              |   |                     |                              |                              |                              | 1                 | Dallas Stars      | 2                        |                          |                          |  |  |                     |                     |                     |
|  |                                |                                       |                                |   |                     |                              |                              |                              | 1                 | Dallas Stars      | 2                        |                          |                          |  |  |                     |                     |                     |
|  |                                | 3                                     | Detroit Red Wings              | 4 |                     |                              |                              |                              |                   |                   |                          |                          |                          |  |  |                     |                     |                     |
|  | 3                              | 3                                     | Detroit Red Wings              | 4 | Detroit Red Wings   | 4                            |                              |                              |                   |                   |                          |                          |                          |  |  |                     |                     |                     |
|  | 3                              |                                       |                                |   | Detroit Red Wings   | 4                            |                              |                              |                   |                   |                          |                          |                          |  |  |                     |                     |                     |
|  | 6                              | Phoenix Coyotes                       | 2                              |   |                     |                              |                              |                              |                   |                   | Västra konferensen       | Västra konferensen       | Västra konferensen       |  |  |                     |                     |                     |
|  | 6                              | Phoenix Coyotes                       | 2                              |   |                     |                              |                              |                              |                   |                   | Västra konferensen       | Västra konferensen       | Västra konferensen       |  |  |                     |                     |                     |
|  |                                |                                       |                                |   |                     |                              |                              |                              |                   |                   |                          |                          |                          |  |  |                     |                     |                     |
|  | 4                              | St. Louis Blues                       | 4                              |   | 3                   | Detroit Red Wings            | 4                            |                              |                   |                   |                          |                          |                          |  |  |                     |                     |                     |
|  | 4                              | St. Louis Blues                       | 4                              |   | 3                   | Detroit Red Wings            | 4                            |                              |                   |                   |                          |                          |                          |  |  |                     |                     |                     |
|  | 5                              | Los Angeles Kings                     | 0                              |   |                     | 4                            | St. Louis Blues              | 2                            |                   |                   |                          |                          |                          |  |  |                     |                     |                     |

### Stanley Cup-finalen
Detroit Red Wings vs. Washington Capitals
Detroit Red Wings vann finalserien med 4-0 i matcher

## Poängligan slutspelet
Not: SM = Spelade matcher, M = Mål, A = Assists, Pts = Poäng
| Spelare           | Lag        | SM | M  | A  | Pts |
| ----------------- | ---------- | -- | -- | -- | --- |
| Steve Yzerman     | Detroit    | 22 | 6  | 18 | 24  |
| Sergej Fedorov    | Detroit    | 22 | 10 | 10 | 20  |
| Tomas Holmström   | Detroit    | 22 | 7  | 12 | 19  |
| Nicklas Lidström  | Detroit    | 22 | 6  | 13 | 19  |
| Joe Juneau        | Washington | 21 | 7  | 10 | 17  |
| Adam Oates        | Washington | 21 | 6  | 11 | 17  |
| Martin Lapointe   | Detroit    | 21 | 9  | 6  | 15  |
| Larry Murphy      | Detroit    | 22 | 3  | 12 | 15  |
| Vjatjeslav Kozlov | Detroit    | 22 | 6  | 8  | 14  |
| Mike Modano       | Dallas     | 17 | 4  | 10 | 14  |

## Debutanter
Några kända debutanter under säsongen:
- Joe Thornton, Boston Bruins
- Sergej Samsonov, Boston Bruins
- Olli Jokinen, Los Angeles Kings
- Brendan Morrison, New Jersey Devils
- Sheldon Souray, New Jersey Devils
- Zdeno Chara, New York Islanders
- Marc Savard, New York Rangers
- Marian Hossa, Ottawa Senators
- Daniel Brière, Phoenix Coyotes
- Aleksej Morozov, Pittsburgh Penguins
- Marco Sturm, San Jose Sharks
- Patrick Marleau, San Jose Sharks
- Pavel Kubina, Tampa Bay Lightning
- Mattias Öhlund, Vancouver Canucks

## Sista matchen
Bland de som gjorde sin sista säsongen i NHL märks:
- Jari Kurri, Colorado Avalanche
- Vjatjeslav Fetisov, Detroit Red Wings
- Kevin Lowe, Edmonton Oilers
- Pat LaFontaine, New York Rangers
- Mike Gartner, Phoenix Coyotes
- Al Iafrate, San Jose Sharks
- Kelly Hrudey, San Jose Sharks
- Jeff Brown, Washington Capitals

## NHL awards
| NHL awards 1997–1998            | NHL awards 1997–1998                                  |
| ------------------------------- | ----------------------------------------------------- |
| Presidents' Trophy:             | Dallas Stars                                          |
| Prince of Wales Trophy:         | Washington Capitals                                   |
| Clarence S. Campbell Bowl:      | Detroit Red Wings                                     |
| Art Ross Memorial Trophy:       | Jaromír Jágr, Pittsburgh Penguins                     |
| Bill Masterton Memorial Trophy: | Jamie McLennan, St. Louis Blues                       |
| Calder Memorial Trophy:         | Sergej Samsonov, Boston Bruins                        |
| Conn Smythe Trophy:             | Steve Yzerman, Detroit Red Wings                      |
| Frank J. Selke Trophy:          | Jere Lehtinen, Dallas Stars                           |
| Hart Memorial Trophy:           | Dominik Hašek, Buffalo Sabres                         |
| Jack Adams Award:               | Pat Burns, Boston Bruins                              |
| James Norris Memorial Trophy:   | Rob Blake, Los Angeles Kings                          |
| King Clancy Memorial Trophy:    | Kelly Chase, St. Louis Blues                          |
| Lady Byng Memorial Trophy:      | Ron Francis, Pittsburgh Penguins                      |
| Lester B. Pearson Award:        | Dominik Hašek, Buffalo Sabres                         |
| NHL Plus/Minus Award:           | Chris Pronger, St. Louis Blues                        |
| Vezina Trophy:                  | Dominik Hašek, Buffalo Sabres                         |
| William M. Jennings Trophy:     | Martin Brodeur, New Jersey Devils                     |
| Lester Patrick Trophy:          | Peter Karmanos, Max McNab, Neal Broten, John Mayasich |

## All-Star
| Första laget                        | Position | Andra laget                            |
| ----------------------------------- | -------- | -------------------------------------- |
| Dominik Hašek, Buffalo Sabres       | M        | Martin Brodeur, New Jersey Devils      |
| Nicklas Lidström, Detroit Red Wings | B        | Chris Pronger, St. Louis Blues         |
| Rob Blake, Los Angeles Kings        | B        | Scott Niedermayer, New Jersey Devils   |
| Peter Forsberg, Colorado Avalanche  | C        | Wayne Gretzky, New York Rangers        |
| Jaromír Jágr, Pittsburgh Penguins   | HF       | Teemu Selänne, Mighty Ducks of Anaheim |
| John LeClair, Philadelphia Flyers   | VF       | Keith Tkachuk, Phoenix Coyotes         |